# 顛 (秦左丞相)
丞相顛（?—?），秦始皇時左丞相，姓氏不詳。
史籍並無此人，記載於出土秦簡之中。十二年丞相戈记载，秦王政十二年（前235年），丞相启、颠造，诏事成，丞迨、工印，诏事，属邦。少府工室口，丞羽，工安，少府。田鳳嶺、秦雍、李開元等學者考證認為丞相啓是楚人昌平君，丞相顛是昌文君。到秦王政十七年（前230年），顛之后接替他为左丞相的是隗狀。

## 注腳
1. ↑  《十二年丞相啟顛戈》：「十二年，丞相啟、顛造。」
2. ↑  李開元《「十七年丞相啟狀」戈之「啟」為昌平君熊啟說》，梁安和、徐為民主編《秦漢研究》（第四輯），陝西人民出版社2010年，第13-17頁。
3. ↑  田鳳嶺、秦雍《新發現的「丞相啟狀」戈》，《文物》1986年第3期。
4. ↑  《十七年丞相啟狀戈》：「十七年，丞相啟、狀造。」